# Administration centrale du Service des renseignements extérieurs de Russie

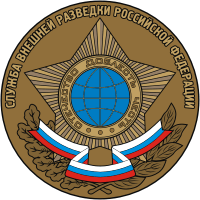
Service des renseignements extérieurs de la fédération de Russie

L’administration centrale du Service des renseignements extérieurs de la fédération de Russie est le quartier général du SVR, l’une des trois composantes essentielles de ce service russe d’espionnage, les deux autres étant les structures déconcentrées sur tout le territoire de la fédération de Russie et les structures territoriales du SVR à l’étranger. Le QG est appelé « Le Centre » en langage professionnel.
Géographiquement l’administration centrale se trouve à Iassénévo, au sud-ouest de Moscou.

## Organigramme
Sur le site officiel du Service des renseignements extérieurs de la fédération de Russie on retrouve un organigramme de l’appareil central du SVR à Moscou. Ce schéma n'est pas complet et définitivement dépassé car les appellations de postes des rares officiels du SVR visibles dans différentes commissions présidentielles et interministérielles sont en total contradiction avec ledit organigramme.
Selon toute évidence, le SVR de l'époque Medvedev-Poutine préfère jouer au cache-cache avec la presse et le grand public, mais le fameux schéma reste la seule source ouverte officielle.

## Le directeur du SVR

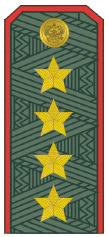
Les épaulettes ordinaires du général de l'armée russe à partir de 1994

Le directeur du SVR (au rang du ministre fédéral) fait automatiquement partie des membres permanents du Conseil de sécurité de la fédération de Russie. Lorsqu'il a le statut militaire, le directeur du SVR a le rang et l’appellation du général de l'armée (4 moyennes étoiles en une seule rangée sur de larges épaulettes simples ou dorées). Il a le droit de se déplacer en véhicule de service portant les plaques d'immatriculation spéciales gouvernementales (avec le drapeau de Russie). Il est protégé par le Service fédéral de protection (organisme de protection des hauts dignitaires).

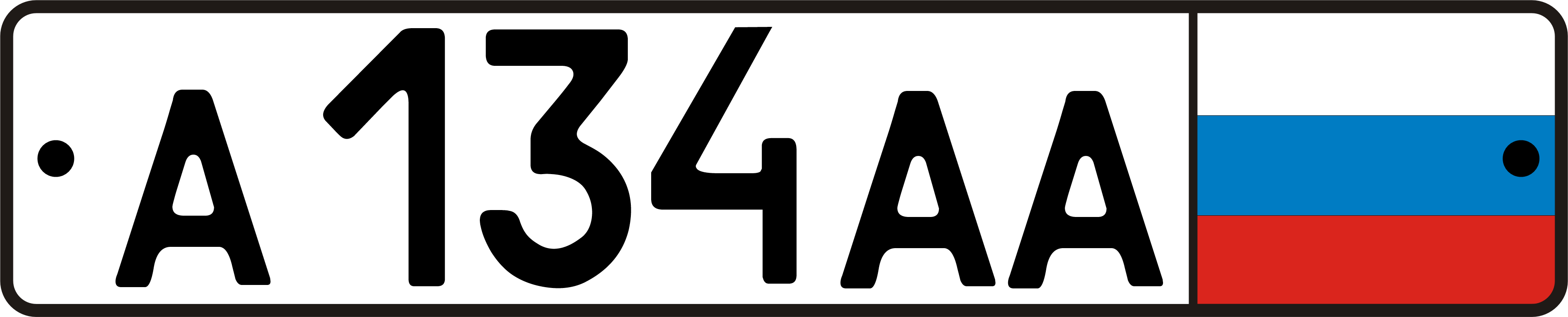
Plaques spéciales fédérales

- Le directeur du SVR en exercice : Mikhaïl Fradkov depuis le 9 octobre 2007. Civil.

- Les anciens dirigeants du SVR :
  - Ievgueni Primakov (1991-1996), civil.
  - Viatcheslav Troubnikov (1996-2000), général de l'armée.
  - Sergueï Lébédev (2000-2007), général de l'armée.

## Les structures sous l'autorité directe du directeur du SVR

### L'appareil du directeur du SVR
L'appareil ou cabinet du Directeur du SVR, dont le Département protocolaire, est une composante structurelle la plus intime du Directeur du SVR.
S. Timoféev était le premier adjoint au directeur du cabinet en 1998-1999.

### Le bureau «de liaison avec la société civile et les mass médias» du SVR (des relations publiques)
Il n'est pas très claire si le bureau de presse du SVR est juste une autre appellation du bureau des relations publiques du SVR.
- Youri Kobaladze était le chef de bureau de presse du SVR de 1992 au 1999.
- Il a été remplacé par Tatiana Samolis (épouse de Grigori Rapota, adjoint du Directeur du SVR de 1994 au 1998, voir plus loin).
- Boris Laboussov était longtemps le chef du bureau de presse du SVR.
- Le bureau de presse du SVR est dirigé actuellement (depuis août 2006) par Sergueï Ivanov (à ne pas confondre avec son homonyme, l'ancien général-lieutenant du SVR, ancien premier adjoint d'une des Directions du SVR et l'ami personnel de Vladimir Poutine, devenu ensuite le ministre de la défense et actuellement premier-ministre adjoint).

### Le groupe des consultants auprès du directeur du SVR
Le groupe des consultants auprès du directeur du SVR est ce que l'on pourrait qualifier d'une "sine cura" qui permet principalement faire plaisir aux anciens tchékistes à la retraite et leur fournir une source supplémentaire de revenu. Dans le jargon des militaires on appelle cela « le groupe du paradis » (car ses membres, vu leur âge très avancé, ne sont pas loin du rendez-vous final avec le Créateur).
- De 1991 au 1997 le poste du chef de groupe des consultants du SVR a été confié au général-lieutenant Vadime Kirpitchenko, (décédé en 2005), ancien premier adjoint du directeur de la première direction générale du KGB (prédécesseur du SVR).
- Le général-lieutenant à la retraite Alexandre Goloubev, ancien Directeur des renseignements économiques du SVR, est senior consultant, et en même temps le président de l’Association des vétérans du SVR[2]

### Le «collège» du SVR
Le collège (en russe « Коллегия ») est une sorte de Présidium réunissant principaux chefs de services du SVR.

### Les autres structures sous l'autorité directe du directeur du SVR
Certaines unités dont on retrouve les mentions dans la presse et dans les documents officiels ne sont pas mentionnées dans l'organigramme du SVR.
Il y aurait en plus :
- Un centre antiterroriste
- Un service de non prolifération des armes de destruction massive
  - dont Guénadi Yevstafiev, général-lieutenant de réserve, a été le chef
- Un Groupe spécial "Zaslon"
- Un service des moyens de communications spéciales, dont le chef est Youri Loukitchev[3]
- Un département juridique du SVR
  - M. Valéri Kantorov, a dirigé le service juridique du SVR en 1992-1999 avant de passer dans l'appareil gouvernemental (directeur du Département administratif au cabinet du Premier-ministre de février 1999 au décembre 2000), général-major de la justice militaire.
  - M. Paramonov Anatoly, général-major de la justice militaire, a remplacé Valéri Kantorov à la tête du Service juridique, au moins jusqu'au novembre 2002[4],[5]
- Une direction financière avec la comptabilité du SVR
- Selon les dires en 2001 d’un ancien transfuge de la Pé-Gué-Ou, Stanislav Levtchenko, le 12e Département du SVR serait chargé de l’espionnage à partir du territoire russe[6],[7].

## Le premier adjoint au directeur du SVR

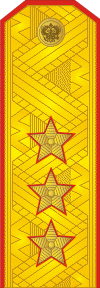
Les épaulettes d'un général-colonel russe - à partir de 1994, variante dorée pour les occasions solennelles

Lorsqu'il a le statut militaire, le premier adjoint au directeur du SVR a le rang et l’appellation du général-colonel (3 moyennes étoiles en une seule rangée sur de larges épaulettes dorées). Il a le droit de se déplacer en véhicule de service portant les plaques d'immatriculation spéciales gouvernementales (série AxxxAB-77 avec le drapeau de Russie). Il est protégé par le Service fédéral de protection (organisme de protection des hauts dignitaires). Assez souvent il a le rang du ministre fédéral.
Le nom de l'actuel premier adjoint au directeur du SVR n’est pas officiellement connu du grand public pour le moment.
Anciens premiers adjoints au directeur du SVR :
- Viatcheslav Troubnikov, (1992 – 1996), première équipe de Primakov.
- Alexis Stcherbakov (1996 – 2000), devenu en 2000 premier adjoint au ministre des communications juste pour une année, depuis 2001 serait dans le secteur privé (semi-étatisé). Dans les années 2000 son nom a été mentionné en liaison avec les banques semi-étatisées à réputation douteuse liées aux producteurs des chasseurs MIG[8] : MAPO-Banque et MAKB "Vozrojdéniyé" (Renaissance) [9].
- Vladimir Zaverchinsky, (2000 – 2008), première équipe de Poutine comme président de la Russie.

Le premier adjoint du directeur du SVR superviserait trois directions :
- Direction d’analyse et d’information

- Direction du contre-espionnage extérieur
  - Alexandre Bolchakov, serait le directeur du contre-espionnage extérieur du SVR à une certaine époque

- Direction des renseignements économiques
  - Youri Demchenko, serait le directeur actuel du Service des renseignements économiques au rang d'un Adjoint du Directeur du SVR, par l'Oukase présidentiel no 1380 du 17.09.2008 a été reconduit dans les fonctions d’un membre de la Commission de contrôle des exportations[10], où il a exercé les mêmes fonctions au moins depuis avril 2005[11]. Par le décret gouvernemental no 1323 du 12.09.2008 Youri Demchenko a été reconduit aussi dans les fonctions d’un membre de la Commission militaro-industrielle du Gouvernement de la fédération de Russie[12].
  - Vladimir Riabikhine, serait le directeur du renseignement économique du SVR de 1992 à 1997 avant de passer dans la centrale de vente d'armes "Rossvooroujéniyé" comme Premier adjoint du CEO[13], dans les années 2000 son nom a été mentionné en liaison avec les banques semi-étatisées à réputation douteuse liées aux producteurs des chasseurs MIG[8] : MAPO-Banque et MAKB "Vozrojdéniyé" (Renaissance) [9].
  - Alexandre Goloubev, général-lieutenant, aurait été directeur des renseignements économiques du SVR de 1997 à 2000. Actuellement à la retraite, il est senior consultant auprès du directeur du SVR et le président de l’Association des vétérans du SVR en même temps.

Selon les sources officielles russes, certaines directions du SVR sont devenues directions générales (notamment la direction des renseignements économiques) 

## Les adjoints au directeur du SVR
Le directeur du SVR aurait quatre adjoints "simples" (l'oukase présidentiel no 15 du 13.01.1992 prévoyait 5 adjoints).
Lorsqu'il a le statut militaire, l'adjoint au directeur du SVR aurait le rang et l’appellation du général-lieutenant (2 moyennes étoiles en une seule rangée sur de larges épaulettes dorées).
Adjoints au directeur du SVR à différentes époques :

### Adjoints en poste actuellement
- Faddeyev D.L., en activité au SVR, secrétaire d'État-Directeur adjoint[16]
- Rouslane Jiline, en activité au SVR[17]
- Victor Karnakov en activité au SVR
- Youri Demchenko, en activité au SVR, serait le Directeur du Service des renseignements économiques, par l'Oukase présidentiel no 1380 du 17.09.2008 a été reconduit dans les fonctions d’un membre de la Commission de contrôle des exportations[10], où il a exercé les mêmes fonctions au moins depuis avril 2005[11]. Par le décret gouvernemental no 1323 du 12.09.2008 Youri Demchenko a été reconduit aussi dans les fonctions d’un membre de la Commission militaro-industrielle du gouvernement de la fédération de Russie[12].
- Vladimir Zimakov en activité au SVR au moins depuis 2004. Selon diverses sources, général-lieutenant du SVR Zimakov est tantôt mentionné comme directeur adjoint[18],[19], tantôt comme « chef de service du SVR » [20],[21].
- Vladimir Volkov, général-colonel, est le chef du Service du Personnel et d'organisation du SVR[22]

### Anciens Adjoints
- Léonid Réchetnikov, en activité au SVR jusqu'au 29.04.2009, ensuite nommé par le Président Dmitri Medvedev Directeur de l'Institut russe des recherches stratégiques nouvellement créé - Oukaze no 479 du 29.04.2009 [17],[23]
- Alexis Stcherbakov (1992 – 1996), nommé, encore au grade militaire du général-major, l'oukase présidentiel no 15 du 13.01.1992 [15], devenu en 1996 Premier adjoint, et en 2000 premier adjoint au ministre des communications juste pour une année, depuis 2001 serait dans le secteur privé (semi-étatisé), dans les années 2000 son nom a été mentionné en liaison avec les banques semi-étatisées à réputation douteuse liées aux producteurs des chasseurs MIG[24] : MAPO-Banque et MAKB "Vozrojdéniyé" (Renaissance) [25].
- Vladimir Zaverchinsky (1994-2000), ensuite le Premier adjoint (2000-2008), actuellement conseiller près le secrétaire du Conseil de sécurité de fédération de Russie scrf.gov.ru
- Viatcheslav Gourguénov, nommé, encore au grade militaire du général-major, par l'oukase présidentiel no 15 du 13.01.1992 [15], décédé en 1994[26]
- Vladimir Rojkov, nommé, encore au grade militaire du général-major, par l'oukase présidentiel no 15 du 13.01.1992 [15]
- Youri Zoubakov, nommé, encore au grade militaire du contre-amiral équivalent au général-major, l'oukase présidentiel no 15 du 13.01.1992 [15], actuellement secrétaire adjoint du Conseil de sécurité de fédération de Russie
- Victor Yérine, général de l'armée, ancien ministre de l'intérieur de Russie, le héros de Russie (décoré pour avoir organisé la résistance armée présidentielle lors des événements de l'automne 1993 contre le Parlement de la fédération de Russie), nommé au poste d'adjoint du Directeur du SVR par l'oukase no 670 du 05.07.1995 du président Boris Eltsine.
- Grigori Rapota (1994-1998), ensuite à la tête de la centrale de ventes d'armes "Rossvooroujéniyé", au Conseil de sécurité, ensuite le représentant ("superpréfet") présidentiel dans un des 7 districts fédéraux de Russie - de novembre 2007 au mai 2008 dans le district fédéral du Sud ufo.gov.ru(la Ciscaucasie), actuellement (depuis mai 2008) - dans le district fédéral de la Volga dans la région de Povoljié. www.pfo.ru
- Vitaly Marguélov, général-colonel à la retraite, en 2003-2007 député de la chambre basse (la Douma) du parlement russe, vice-président du comité parlementaire de la sécurité[27],[28]
- Valéry Rozanov, au moins en juin 2005[29]
- Alexandre Médianik jusqu'au 2000, ensuite adjoint au ministre chargé des affaires de la fédération, de l'immigration et de la politique ethnique[30]. Il n'est resté à ce poste que quelques mois.

Chacun des quatre adjoints supervise quelques composantes du SVR.

### L'adjoint au directeur du SVR, chargé des opérations
- Les Départements opérationnels (géographiques)

### L'adjoint au directeur du SVR, chargé de la science
- La direction des renseignements scientifiques et techniques (NTR)
- La direction des moyens techniques opérationnels
- La direction des moyens informatiques
- L'académie des renseignements extérieurs (AVR)[31]

Vladimir Zimakov en activité au SVR au moins depuis 2004. Selon diverses sources, général-lieutenant du SVR Zimakov est tantôt mentionné comme directeur adjoint,, tantôt comme « chef de service du SVR » ,.
Anciens adjoints au directeur du SVR chargés de la science :

Alexis Stcherbakov (1992-1996), ensuite Premier adjoint (1996-2000), actuellement dans le secteur privé

### L'adjoint au directeur du SVR, chargé du personnel
Anciens adjoints au directeur du SVR chargés du personnel:
- Guénadi Novikov, à partir de 1999 (à préciser) [32]

#### Direction du personnel
- Igor Lyjine, ancien chef de la direction (1997-1999, à préciser), actuellement à la retraite

Cette Direction serait transformée en:

#### Service du personnel et d'organisation
- Vladimir Volkov, général-colonel, est au moins depuis 2007 le chef de ce Service[22],[33]

### L'adjoint au directeur du SVR, chargé de l’approvisionnement matériel et technique (logistique)
- Le service d’exploitation et d’approvisionnement en ressources matérielles (logistique, gestion des sites immobiliers, garages, nettoyages, etc.).

Anciens adjoints au directeur du SVR chargés de la logistique : Ivan Gorélovsky (1992-2001), nommé, au grade militaire du général-lieutenant, par l'oukase présidentiel no 15 du 13.01.1992, a suivi l'ancien directeur du SVR Evguéni Primakov partout où celui-ci a été nommé, donc assez logiquement il se trouve être actuellement vice-président à la logistique de la chambre de commerce et d'industrie de Russie dont le président et CEO est Primakov. Dans les années 2000 son nom a été mentionné en liaison avec les banques semi-étatisées à réputation douteuse liées aux producteurs des chasseurs MIG : MAPO-Banque et MAKB "Vozrojdéniyé" (Renaissance) .